# دصيور ببري
الدصيور الببري (الاسم العلمي: Dasyurus maculatus) هي حيوانات جرابيَّة لاحمة تنتمي إلى جنس الدصيور، ولا تعيش إلا في قارة أستراليا. تزن ذكور هذه الحيوانات 3.5 كغم بينما تزن الإناث 1.8 كغم، ممَّا يجعلها أكبر الجرابيّات اللاحمة في يابسة قارة أستراليا، وثاني أكبر الجرابيات اللاحمة في العالم بعد شيطان تسمانيا، ولذلك فهي تعتبر من مفترسات القمَّة. صنَّف علماء الأحياء حتى الآن نُوَيعين من الدصيور الببري، أحدُهما يعيش في غابات جنوب شرقي أستراليا، بينما يعيش الآخر في منطقة صغيرة بشمال كوينزلاند وهو مُهدَّد بالانقراض.

## التصنيف
ينتمي الدصيور الببري إلى فصيلة الدصيورات، وهي فئةٌ تشمل معظم الحيوانات الجرابيَّة اللاحمة، التي تعيش معظمها في قارة أستراليا. كان أول من وصف الدصيور الببري هو عالم الأحياء الأسكتلندي روبرت كر في سنة 1792، ووضعها في جنس الأبوسوم الأمريكي الكبير (Didelphis) الذي يشمل عدَّة أنواع من الأبوسوم الأمريكي. اسم النوع اللاتيني (maculatus) هو إشارةٌ إلى البقع التي تغطي أجساد هذه الحيوانات.
ثمَّة نُوَيعتان من الدصيور الببري:
- D. m. maculatus: يعيش من جنوب كوينزلاند وجنوباً حتى تسمانيا.
- D. m. gracilis: لا يعيش إلا بمنطقة منعزلة في شمالي كوينزلاند، حيث صنَّفه قسم البيئة والتراث كنوعٍ مهدَّد بالانقراض.